# Kliopsyllus psammophilus
Kliopsyllus psammophilus är en kräftdjursart som först beskrevs av Noodt 1964.  Kliopsyllus psammophilus ingår i släktet Kliopsyllus och familjen Paramesochridae. Inga underarter finns listade i Catalogue of Life.